# Chavo Guerrero, Jr.
Chavo Guerrero, Jr. (20 de octubre de 1970), cuyo nombre real es Salvador Guerrero IV, es un luchador profesional mexicano-estadounidense de tercera generación. Es conocido por su paso por la Lucha Underground, World Championship Wrestling, la Total Nonstop Action Wrestling (TNA), All Elite Wrestling (AEW) y la World Wrestling Federation/Entertainment/WWE. Guerrero forma parte de la Familia Guerrero, una dinastía de luchadores. Es hijo del fallecido Chavo Guerrero, Sr. y sobrino de Mando, Héctor y del fallecido Eddie Guerrero. Es también nieto del también ya fallecido legendario luchador Gory Guerrero.
Entre sus logros destacan haber sido una vez Campeón Mundial al haber obtenido el Campeonato de la ECW. Además, ha sido en seis ocasiones Campeón Peso Crucero de la WCW/WWE. Como luchador de parejas, ha obtenido el Campeonato Mundial en Parejas de la TNA dos veces junto a Hernández, el Campeonato en Parejas de la WWE en una ocasión junto a Eddie Guerrero y el campeón en Parejas de Ring Ka King junto a Bulldog Hart También ha ganado en una ocasión el Campeonato del Caribe de la WWC y el Campeonato en Parejas de Ring Ka King.
En la actualidad trabaja en la All Elite Wrestling.

## Carrera

### World Championship Wrestling (1994-2001)
Chavo Jr. comenzó a luchar en 1994, y rápidamente se unió a la World Championship Wrestling (WCW). Mientras estuvo allí compartió tiempo en pantalla con su tío Eddie, convirtiéndose en un dudoso aliado de su tío. Como parte de la historia en pantalla, Eddie trataba constantemente de hacer que Chavito adoptara sus engañosas técnicas, pero este se rehusaba a hacerlo. Finalmente el maltrato de Eddie le aflojó algo en la mente a Chavo y lo hizo adoptar una personalidad psicótica y durante este período se hizo acompañar de un caballo de madera llamado Pepe. Esto lo llevó a una infame pelea con Norman Smiley quien tiró a Pepe a una trituradora convirtiéndolo en astillas. Otro resultado de su locura fue la negativa de Eddie a que Chavo formara parte del Latino World Order (LWO) (una mofa del NWO), esta facción reunía a todos los luchadores de origen mexicano, menos a Chavo. A finales de 1999 e inicios de 2000, Chavo adoptó el gimmick de un vendedor.
También era miembro del stable de comediantes "The Misfits In Action", donde su personaje se llamaba Lienaut Loco.

### World Wrestling Federation / Entertainment / WWE (2001-2011)

#### 2001-2002
El contrato de Chavo con WCW, fue uno de los veinticinco contratos incluidos en la venta de la WCW a la World Wrestling Federation. Como mucho del talento de la WCW, Chavo luchó en su debut en la WWF, como parte de La Alianza; un grupo de empleados de la WCW y ECW quienes invadieron (kayfabe) la WWF luego de que sus promociones fueran absorbidas por esta.
Chavo fue uno de los talentos más subvalorados dentro de la división crucero, relegándose en un principio su participación a ser un entrenador de WWE Tough Enough. Poco después de la vuelta a la empresa de su tío Eddie, ambos se unieron para conformar una pareja conocida como Los Guerreros. En contraste con la previa historia en la WCW, donde Chavo no aceptaba las costumbres de su tío, aquí ambos tenían la política de "Robar, Engañar y Mentir" (Lie, Cheat and Steal), para ganar las luchas generando algunas de las más graciosas viñetas que aun son recordadas por el público como la de la mujer con el bebe, la de los limpia piscina o la del campo de golf. Rápidamente el dúo se haría dueño del Campeonato en Parejas de la WWE.

#### 2003-2004
La pareja finalmente tendría un giro a face, y a medida que la popularidad de Eddie crecía, empezó a interesarse por el Campeonato de la WWE. La ambición de Eddie por repuntar su carrera en solitario hizo que Chavo se pusiera celoso y se volviera contra su tío, terminando con la carrera en pareja de ambos y convirtiéndose en heel. Poco después Chavo se alineó con su padre en contra de Eddie, pero fue vencido en el Royal Rumble de 2004. Al terminar el feudo con Eddie, Chavo se introduciría en la división crucero y ganaría varias veces el Campeonato Crucero de la WWE.
El 26 de agosto de 2004, en un episodio de SmackDown!, Chavo sufrió una conmoción cerebral debido a un "Shooting star press" de Billy Kidman y tuvo que ser llevado al hospital. Chavo volvió varios meses después, esperando cobrar venganza en Kidman, pero sin razón aparente se volvió heel.

#### 2005
Chavo se convirtió en Campeón Crucero una vez más en No Way Out 2005 luego de eliminar a Paul London en un Gauntlet Match de 6 participantes. Sin embargo, perdió el título ante Paul London en una batalla real unas semanas después, Chavo fue el primer eliminado, cuando los demás se unieron para sacarlo del ring rápidamente (en realidad, Chavo se vio forzado a dejar el título debido a una lesión).
El 30 de junio de 2005, Chavo se convirtió en uno de los cambios de última hora en la WWE Draft haciéndolo saltar de SmackDown! a RAW. La semana siguiente, renunció a su herencia latina a favor de un nuevo estilo de vida anglo-americano. Esto vino dos semanas después de haber sido derrotado por los Mexicools (Psicosis y Super Crazy, ambos luchadores mexicanos). Esto llevó a Chavo a cambiar de gimmick, adoptando ahora el de Kerwin White, un típico hombre blanco anglo-americano de clase media. Su frase característica fue "If it's not white it's not right" (si no es blanco, no es correcto), mutando posteriormente a "If it's not Kerwin White, it's not right" (si no es Kerwin White, no es correcto), ya que la versión inicial sonaba racista.
Poco después de su debut como White, comenzó a hacer comentarios racistas acerca de Shelton Benjamin, luchador afrodescendiente. En un episodio de RAW, White le costó una pelea a Shelton frente Rob Conway, lo que llevó que a la siguiente semana Benjamin ganará por DQ cuando White lo atacara con un palo de golf. En Unforgiven, White perdió ante Benjamin. y despidió a Nick Nemeth, el chico que lo ayudaba en las luchas.
La muerte de su tío Eddie hizo que Kerwin White desapareciera y Chavo Guerrero asumiera nuevamente su personaje original.

#### Tras la muerte de Eddie (2005-2006)

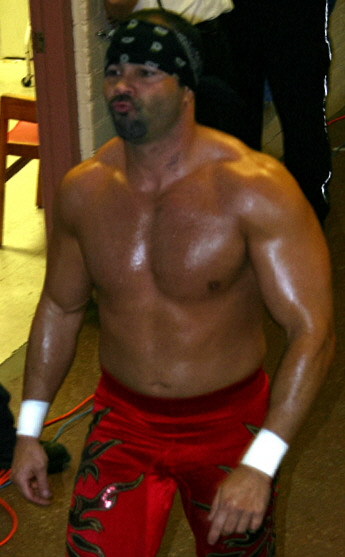
Guerrero haciendo su entrada en un evento en Canadá.

En la mañana del 13 de noviembre de 2005, Chavo se registró en el mismo hotel donde se encontraba su tío, en Mineápolis, Minnesota. Chavo fue alertado por el personal de seguridad del hotel que Eddie no respondía a la llamada del despertador. Chavo intenta comunicarse con su tío, pero este no respondía y después de que seguridad abrió la puerta, Chavo fue quien encontró a su tío inconsciente en el piso de la habitación. Chavo intentó salvarlo con Resucitación cardiopulmonar, pero era demasiado tarde: para cuando los paramédicos llegaron Eddie fue declarado muerto.
Esa tarde, Chavo apareció en una conferencia de prensa con Vince McMahon, cabeza de la WWE, para comunicar oficialmente la muerte de Eddie. Ellos anunciaron que ambos shows serían un tributo al desaparecido Guerrero. Estos eventos fueron los que llevaron a Chavo aparentemente a retomar su nombre, y subir al ring como Chavo Guerrero, y continuar así con el legado de su familia.
Como Chavo Guerrero, le ganó a JBL el 18 de noviembre de 2005, en el episodio tributo, usando los Three Amigos y la Frog Splash en tributo a Eddie y además volviéndose face. También usó una de las tácticas más famosas de Eddie, golpeando una silla contra la lona y tirándosela al rival para hacerse luego el desmayado en la lona, haciendo que el árbitro al voltear descalificara al oponente. Fue una pelea extremadamente emotiva, Bradshaw era amigo íntimo de Guerrero.
Chavo desde ese día comenzó a usar Three Amigos y el Frog Splash en tributo a su tío.
El 9 de enero de 2006, Chavo le ganó a Rob Conway para calificar para el Royal Rumble. Pero fue eliminado por Triple H rápidamente, para confusión de los fanes que esperaban ver a Chavo tener una oportunidad. El 3 de abril de 2006, en Raw, Chavo salió y agradeció a los fanes por el apoyo dado a él y a su familia y por mantener el espíritu de Eddie vivo, pero expreso su desilusión al no tener una pelea la noche de WrestleMania 22. Pero esperaba que esa noche fuera su Wrestlemania y que dedicaba su pelea a su tío Eddie, retó a Shelton Benjamin por el Campeonato Intercontinental, lamentablemente perdió la pelea, y en un segmento filmado tras bastidores un afectado Chavo Guerrero renunciá a la WWE (en kayfabe) por creer que había desilusionado a su familia, a Eddie y a los fanes, incluso expresó sus dudas en cuanto a su talento como luchador.
El 13 de mayo de 2006 Chavo apareció en SmackDown! En un House Show en su ciudad, El Paso, Texas, ganándole a Finlay. Chavo volvió a aparecer en el Judgment Day para apoyar a Rey Mysterio, confrontándose backstage con JBL y celebrando con Rey en el ring tras su victoria.
En Great American Bash 2006, Chavo interfirió en la pelea de Rey Mysterio contra King Booker por el Campeonato Mundial Peso Pesado, Chavo golpeó a Rey con una silla, permitiendo que Booker ganara volviéndose heel. En la revancha del 28 de julio de 2006, Chavo interfirió nuevamente, botando a Rey de la última cuerda costándole el título nuevamente.
En el episodio de SmackDown!, que salió al aire el día 4 de agosto, Chavo acusó a Rey de usar el nombre de Eddie para triunfar, alegando que Rey faltaba el respeto a la memoria de Eddie. Chavo le ganó a Rey con un Frog Splash en el SummerSlam 2006, tras la intervención accidental de la viuda de Eddie, Vickie Guerrero.
El 25 de agosto de 2006 en la edición de SmackDown!, Vickie subió al ring a disculparse con Chavo y Rey, para terminar golpeando a Rey con una silla. La siguiente semana Vickie anunció que sería el nuevo mánager de Chavo, marcando así su retorno a la acción. En No Mercy 2006, Mysterio derrotó a Chavo en un Falls Count Anywhere. Un par de días después, Chavo derrotó a Mysterio en un I Quit Match", lesionando a Mysterio.
Chavo inició un feudo con otro amigo de Eddie, Chris Benoit, el cual derrotó a Chavo en Survivor Series y Armageddon, reteniendo el Campeonato de los Estados Unidos.
En una lucha en SmackDown! entre Chavo contra Chris Benoit por el Campeonato de los Estados Unidos sufrió un choque con Benoit y tuvo una lesión en el cuello a raíz de esto Benoit retuvo el campeonato y Chavo se enfureció con Vickie y perdió (kayfabe) el lazo de amistad que tenían.

#### 2007
En No Way Out 2007, Chavo Guerrero fue un participante sorpresa en el Cruiserweight Open Match, entrando último y eliminando a Jimmy Wang Yang después de una Frog Splash, ganando el Campeonato Peso Crucero desde Gregory Helms. Un poco antes de WrestleMania 23, Guerrero formó un equipo con Helms. En The Great American Bash apareció en el abierto crucero contra Funaki, Jimmy Wang Yang, Jamie Noble, Shannon Moore, pero aparentemente antes de que sonara la campana entró al ring hornswoggle y se escondió, debajo del ring, al terminar la lucha Hornswoggle salió del ring y tras hacer un plancha a Jamie Noble ganó el título. En SummerSlam, en el retorno de Rey Mysterio, hubo una pelea que organizó Vickie Guerrero, de Rey Mysterio contra Chavo, combate que ganó Rey Mysterio. Dos semanas después, en SmackDown!, Chavo fue lesionado de la misma manera que el lesionó a Rey Mysterio. Estuvo también excluido un tiempo de WWE, por haber utilizado esteroides. En la edición del 18 de diciembre en ECW, hubo una pelea de CM Punk contra MVP, y en ese combate intervino Chavo Guerrero, anunciando su regreso.

#### 2008-2011

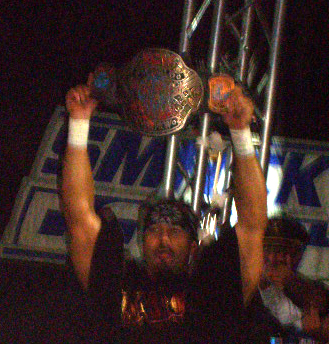
Guerrero como Campeón de la ECW en 2008.

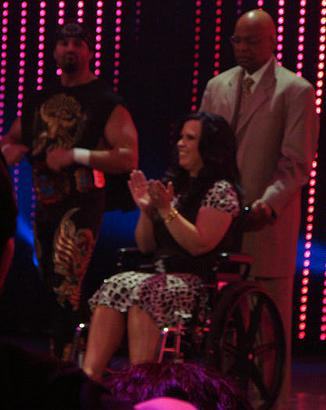
Chavo junto con Vickie Guerrero durante su estancia en La Familia y Theodore Long.

Chavo hizo su regreso al ring el 1 de enero de 2008 en la ECW, donde perdió una oportunidad de optar al Campeonato de la ECW al ser derrotado por CM Punk. Posteriormente, derrotó a Punk el 22 de enero con la ayuda de Edge, ya que pasó a formar parte del stable La Familia, ganando el Campeonato de la ECW, empezando ambos un feudo. Guerrero lo retuvo ante Punk en No Way Out. Sin embargo, lo perdió en WrestleMania XXIV ante Kane en una lucha de 8 segundos. Esto ocasionó un feudo entre ambos, donde La Familia atacó a Kane para darle ventaja a Chavo. Sin embargo, fue derrotado en la revancha en Backlash. Intentó obtener el título de nuevo en One Night Stand en un Singapore Cane Match donde participaron Punk, John Morrison, Big Show y Tommy Dreamer por un oportunidad al Campeonato de la ECW, pero fue ganada por Show. En Night of Champions se enfrentó a Matt Hardy por el Campeonato de los Estados Unidos, perdiendo la lucha Guerrero. Más tarde en el mismo evento ayudó a Edge a retener el Campeonato Mundial Peso Pesado ante Batista, supliendo al árbitro cuando le dejaron inconsciente. En Unforgiven, participó en el primer ECW Championship Scramble junto al campeón Mark Henry, The Miz, Finlay y Matt Hardy, ganando Hardy la lucha y el título. Luego, fue traspasado a la marca SmackDown.
Chavo tuvo varios combates frente a Triple H impuestos por Vickie Guerrero siendo derrotado. En Royal Rumble ayudó a Edge a conquistar el WWE Championship, en ese mismo PPV se lesionó y no pudo participar en la Rumble. El 15 de abril de 2009, fue enviado a la marca RAW por el draft suplementario.

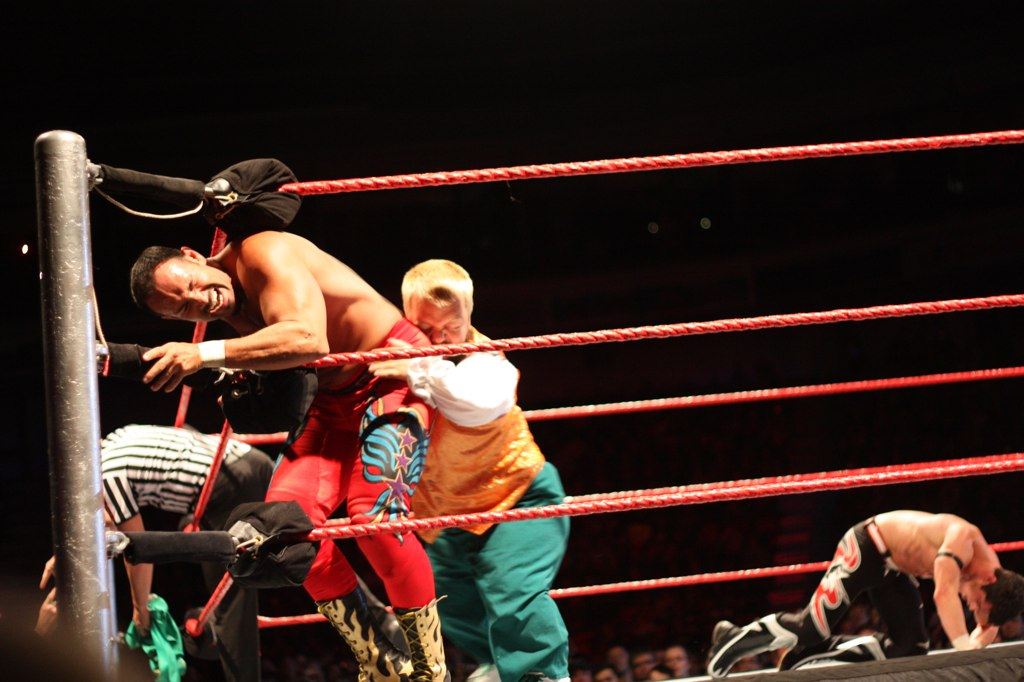
Guerrero en el 2009 durante su feudo con Hornswoggle.

Durante ese periodo ayudó a Vickie Guerrero durante su feudo con Santina Marella. Posteriormente empezó un feudo con Santino Marella siendo derrotado en varias ocasiones. Después empezó un feudo con Hornswoggle perdiendo en todos sus combates, generalmente debido a interferencias de otros luchadores. Debido al Supplemental Draft, fue traspasado de RAW a SmackDown!. Luego luchó en una lucha clasificatoria para el Money in the Bank de SmackDown! de Money in the Bank donde participaron MVP y Dolph Ziggler, ganando Ziggler. También fue brevemente The Swagger Soaring Eagle, la mascota universitaria de Jack Swagger, pero cuando se desligó de Swagger, acortó su nombre a The Soaring Eagle.
Participó en el Royal Rumble como face, pero no ganó, siendo eliminado por Mark Henry. El 4 de febrero enfrentó a Kane para clasificar a la cámara de eliminación saliendo derrotado. Luego fue asignado para ser uno de los pro en la 5.ª temporada, siendo Darren Young su novato. El 10 de mayo (transmitido el 13 de mayo) en SmackDown! comenzó un feudo con Sin Cara, luego de que este lo atacara al enterarse de haber interferido a favor en su lucha contra Daniel Bryan. El 22 de mayo en Over The Limit, Chavo fue derrotado por Sin Cara. Luego fue derrotado nuevamente por Sin Cara en la revancha en SmackDown!. Sin embargo, el 25 de junio de 2011, pidió su despido de la empresa y le fue concedido.

### Circuito independiente (2011-presente)
Después de ser despedido, Guerrero fue anunciado como parte del evento Aniversario de la WWC el 17 de julio de 2011. Allí, derrotó a El Sensacional Carlitos y a Orlando Colón, ganando el Campeonato Peso Pesado del Caribe de la WWC. Al finalizar el combate el excampeón El sensacional Carlitos le dio la mano a Chavo pero este le aplicó los Three amigos y una Frog Splash iniciando una corta rivalidad. El 31 de julio de 2011, Guerrero & Orlando Colón se enfrentaron a Niche & Lynx por los Campeonatos en Parejas de la WWC, pero perdieron por trampas de los campeones. En el siguiente evento de la empresa, perdió su campeonato ante El Sensacional Carlitos en su revancha y en el primer evento de WWC del 2012, Euphoria, tuvo su revancha, ganando lor descalificación, por lo que ganó el combate pero no el título.
En diciembre de 2011, tomó parte en el proyecto de la Total Nonstop Action Wrestling en India, Ring Ka King, como Chavo Guerrero, Jr. Durante la primera semana de grabaciones, participó en un torneo para definir al primer Campeón Peso Pesado de Ring Ka King, pero fue derrotado en la primera ronda por Sonjay Dutt por la intervención de The Sheiks (Sheik Abdul Basheer & Sheik Mustafa Basheer). Luego, presentó a Bulldog Hart como compañero para enfrentarse a The Shieks, ganando el combate. Tras esto, pariciparon en un torneo para definir a los primeros Campeones en Parejas de la promoción, derrotando a Hollywood & Broadway en los cuartos de final, a The Shieks en la semifinal y a Sir Brutus Magnus & Sonjay Dutt en la final, ganando los títulos. Sin embargo, lo perdieron el 22 de febrero (emitido el 11 de marzo) de 2012 ante Abyss & Scott Steiner.
El 28 de julio de 2012, participó en un evento de la Vendetta Pro Wrestling, derrotando a Joey Ryan en un combate por el vacante Campeonato Peso Pesado de la VPW. El 27 de octubre lo perdió ante Chris Masters.
El 2 de agosto de 2014, Guerrero se asoció con su padre Chavo Guerrero Sr. en el evento "Summer Sizzle V - VendettaVersary" de Vendetta Pro Wrestling en un combate de parejas "Father & Son vs. Father & Son" contra La Familia de Tijuana ( Damián 666 y Bestia 666 ). Los Guerreros se llevaron la victoria. Después del combate, Damián desafió a Guerrero Jr. a un combate cabello contra cabello, en el que se ofreció como voluntario para poner el cabello de Bestia en la línea contra el cabello de Guerrero Sr. Guerrero Jr. se llevó la victoria, pero Bestia huyó. la arena, alegando más tarde que él mismo nunca estuvo de acuerdo con la estipulación. El 19 de septiembre de 2014, Guerrero hizo su debut con Chikara, cuando él, Hernández y Homicidio, participó en el Rey de Tríos 2014. Fueron eliminados del torneo en la primera ronda por el Golden Trio (Dasher Hatfield, Icarus y Mark Angelosetti). En 2017, Chavo firmó con Imperio Lucha Libre para competir en el torneo por el título Sudamericano Imperio.

### Total Nonstop Action Wrestling (2012-2013)
El 19 de julio de 2012, la Total Nonstop Action Wrestling (TNA), emitió un vídeo donde anunciaba que Guerrero había firmado con TNA y que debutaría el 26 de julio en Impact Wrestling. Durante su discurso de bienvenida, fue interrumpido y atacado por Gunner y Kid Kash, siendo salvado por Hernández. La semana siguiente, tuvo su primer combate en TNA, donde derrotó a Kash. En Hardcore Justice hizo equipo con Hernández derrotando a Kid Kash & Gunner. El 6 de septiembre, se enfrentaron sin éxito a los Campeones Mundiales en Parejas Christopher Daniels & Kazarian. La semana siguiente, Guerrero derrotó a Daniels, ganando otra oportunidad por el título. Finalmente, en Bound for Glory, derrotaron a Daniels & Kazarian y A.J. Styles & Kurt Angle, ganando los campeonatos. El feudo con Kazarian y Daniels continuó hasta que en Turning Point, los derrotaron, reteniendo el título. Pronto comenzaron un nuevo feudo con Matt Morgan y Joey Ryan a los que derrotaron por descalificación en Final Resolution.
En Genesis retuvieron el título de nuevo ante Morgan & Ryan. El 25 de enero, en las grabaciones para el 7 de febrero de Impact Wrestling en Mánchester, Reino Unido, perdieron los títulos ante Austin Aries & Bobby Roode. En Lockdown obtuvieron una lucha por el título en parejas contra Bad Influence y los campeones Aries y Roode quienes retuvieron el título. El 21 de marzo en Impact Wrestling, obtuvieron una nueva lucha por el título en parejas pero de nuevo perdieron contra Aries y Roode.  Sin embargo, ganaron los títulos el 11 de abril de 2013 en Impact Wrestling en un combate donde si perdían, Guerrero y Hernández tendrían que dejar de hacer equipo. Retuvieron el título durante 56 días, perdiéndolo en Slammiversary ante James Storm & Gunner en un combate donde también lucharon Roode & Aries y Bad influence (Kazarian & Christopher Daniels). Tras esto, dejó de aparecer regularmente en TNA. En Bound for Glory participaron en el pre-show en un Gauntalet match donde el ganador obtenía una oportunidad al Campeonato de Parejas, pero fueron los primeros derrotados por Bad Influence. El 12 de noviembre, participó en el Feast or Fired match, donde consiguió un maletín. Sin embargo, la semana siguiente, se descubrió que contenía la tarjeta rosa que le despedía inmediatamente. Ese mismo día, su perfil fue borrado de TNA.

### Lucha Underground (2014-2019)
Chavo Guerrero jr está trabajando ahora para la promoción estadounidense de Asistencia Asesoría y Administración (AAA) llamada Lucha underground, en la cual tiene un feudo con Blue demon jr. El 20 de mayo de 2015, Guerrero apareció en un vídeo en el que ofreció su ayuda para azteca dragón para salvar a su protegida, Negro Lotus. Sin embargo, el 3 de junio de 2015, Guerrero atacado Lotus, se alineó con Darío Cueto y la tripulación. Guerrero regresó a la Lucha Underground el 10 de junio (22 de grabado de marzo de, 2015), derrotando a Blue Demon Jr. El 10 de enero de 2016, Guerrero ganó el título vacante Gift of the Gods en una lucha también implica Aero Star, El Siniestro de la Muerte, Joey Ryan, Texano, y The Mack, a pesar de que perdió el campeonato, una semana después ante Cage. El 3 de noviembre Guerrero perdió ante Rey Mysterio en un partido de "el perdedor abandona la lucha clandestina" y según la estipulación, tuvo que abandonar el templo. Guerrero regresó en Aztec Warfare 4 en el estreno de la temporada 4, ingresando en el número 17 y llegando a los 3 finales antes de ser eliminado por Pentagon Dark. Durante la segunda parte de Última Lucha Cuatro, Chavo salvó a su primo Shaul Guerrero de ser asaltado por Famous B, volviéndolo de nuevo en una cara. La serie se suspendió después del final de temporada, Última Lucha Cuatro.

### Nación Lucha Libre (2019–2020)
En 2019, Guerrero y su compañero luchador profesional Alberto El Patrón crearon su propia promoción, Nación Lucha Libre. La promoción debutó el 11 de julio con su primer espectáculo que contó con la lucha de El Patrón, El Hijo del Fantasma, L.A. Park, Thunder Rosa, Bestia 666 y Bandido. Tres días después, su promoción estrenó su programa semanal en el canal mexicano Imagen Televisión en México. Nación Lucha Libre cerró el 8 de enero de 2020.

### Regreso a Impact Wrestling (2019)
El 13 de septiembre de 2019, hizo una aparición para TNA, ahora conocido como Impact Wrestling en su especial Operation Override Twitch.tv. En el partido, defendió su Campeonato de Clase Mundial contra MVP. Debido al final de descalificación, los dos tuvieron una revancha en los especiales mensuales de Victory Road Impact Plus de la noche siguiente.

### AEW (2021-presente)
Guerrero actualmente trabaja en la All Elite Wrestling donde debutó el 21 de julio del 2021, como un aliado de Andrade El Ídolo, donde este último huyó a la propuesta.

## Campeonatos y logros

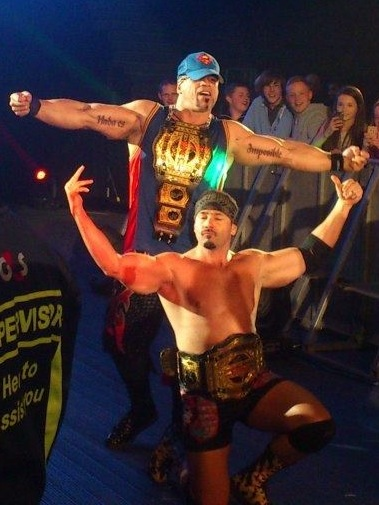
Chavo Guerrero y Hernández como Campeones Mundiales en Parejas de la TNA.

- Asistencia Asesoría y Administración
  - Copa Mundial de Lucha Libre 2016: (1 vez, junto a Johnny Mundo y Brian Cage)

- Imperial Wrestling Revolution
  - IWR Heavyweight Championship (1 vez)[42]

- Ring Ka King
  - Ring Ka King Tag Team Championship (1 vez) – con Bulldog Hart[28]

- Lucha Underground
  - Campeonato de Gift of the Gods (1 vez)

- Total Nonstop Action Wrestling
  - TNA World Tag Team Championship (2 veces) - con Hernández

- Vendetta Pro Wrestling
  - VPW Heavyweight Championship (1 vez)[29]

- World Championship Wrestling
  - WCW Cruiserweight Championship (6 veces)
  - WCW World Tag Team Championship (1 vez) - con Corporal Cajun

- World Wrestling Council
  - WWC Caribbean Heavyweight Championship (1 vez)[27]

- World Wrestling Entertainment
  - ECW Championship (1 vez)
  - WWE Cruiserweight Championship (4 veces)
  - WWE Tag Team Championship (2 veces) - con Eddie Guerrero

- Pro Wrestling Illustrated
  - Situado en el Nº139 en los PWI 500 de 1997[43]
  - Situado en el Nº64 en los PWI 500 de 1998[44]
  - Situado en el Nº105 en los PWI 500 de 1999[45]
  - Situado en el Nº98 en los PWI 500 del 2000[46]
  - Situado en el Nº42 en los PWI 500 del 2001[47]
  - Situado en el Nº115 en los PWI 500 de 2002[48]
  - Situado en el Nº33 en los PWI 500 del 2003[49]
  - Situado en el Nº17 en los PWI 500 del 2004[50]
  - Situado en el Nº48 en los PWI 500 del 2005[51]
  - Situado en el Nº187 en los PWI 500 del 2006[52]
  - Situado en el Nº46 en los PWI 500 del 2007[53]
  - Situado en el Nº36 en los PWI 500 del 2008[54]
  - Situado en el Nº116 en los PWI 500 de 2009[55]
  - Situado en el Nº177 en los PWI 500 de 2010[56]
  - Situado en el Nº162 en los PWI 500 de 2011[57]
  - Situado en el N°385 dentro de los mejores 500 luchadores de la historia - PWI Years, 2003.[58]

- WrestleCrap
  - Gooker Award (2009) Pelea con Hornswoggle[59]

- Wrestling Observer Newsletter
  - WON Pareja del Año - 2002, con Eddie Guerrero.
  - WON Peor feudo del año - 2009, vs. Hornswoggle
  - Situado en el Nº8 del WON Mejor pareja de la década (2000–2009), con Eddie Guerrero[60]

### Luchas de Apuestas
| Apuesta | Ganador        | Perdedor            | Localización          | Fecha               |
| ------- | -------------- | ------------------- | --------------------- | ------------------- |
| Cabello | Eddie Guerrero | Chavo Guerrero, Jr. | San Diego, California | 12 de julio de 1998 |